# Vêtement
Un vêtement est un article d'habillement servant à couvrir une partie du corps humain. Il est le plus souvent en tissu. Les vêtements portés, et les raisons pour le faire, varient fortement selon les cultures et le temps ; elles sont individuelles (protection) et sociales (afficher un statut, ou une posture morale).

## Origines

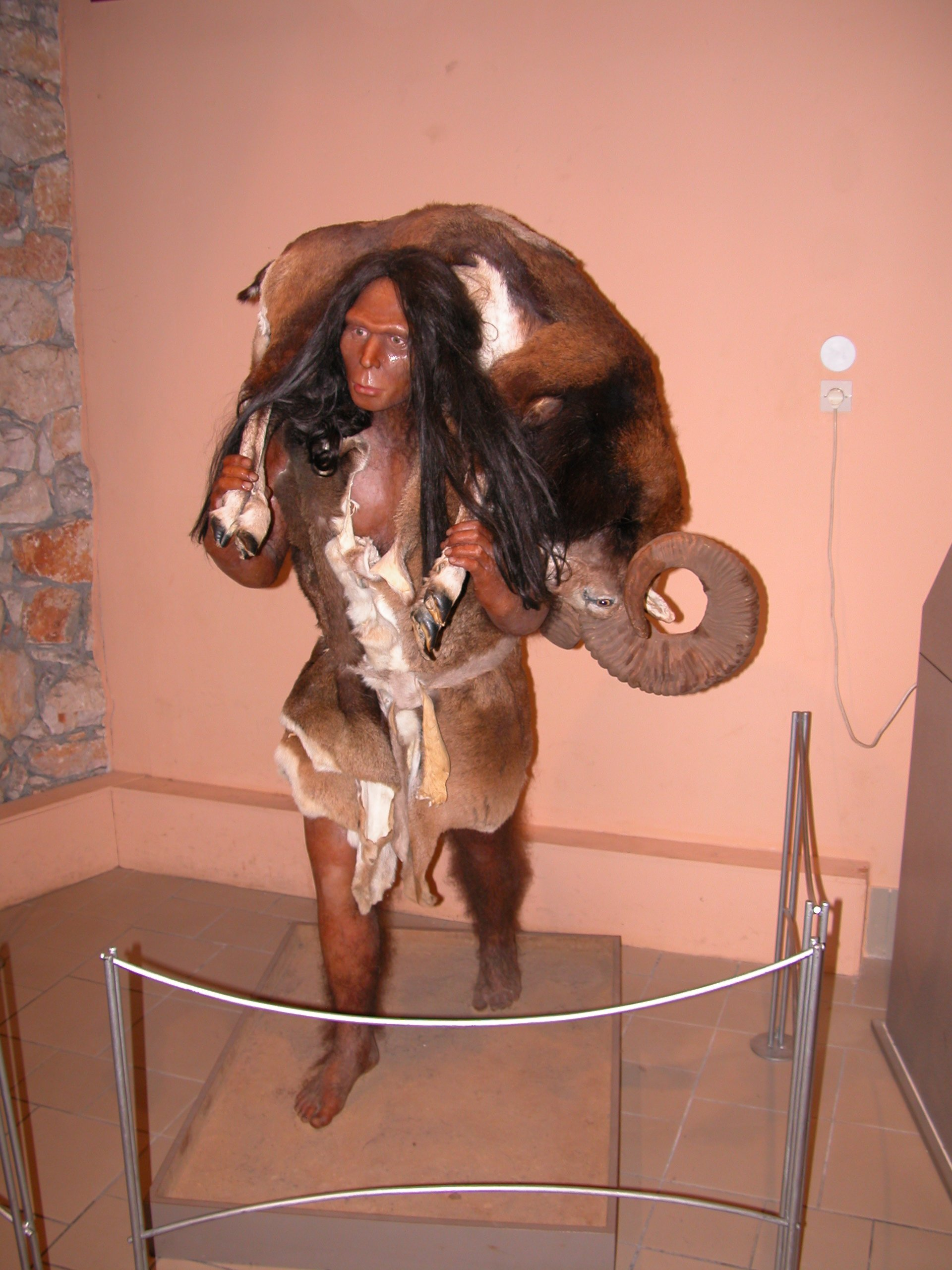
Plusieurs espèces d'animaux à fourrure étaient utilisées pour confectionner des vêtements en cuir au Paléolithique. Le Néolithique se caractérisera par l'invention du tissu pour les vêtements grâce à la culture du chanvre et du lin et le développement d'un artisanat lié au textile.

Les vêtements de cuir ou de fourrure ont probablement été les premiers à avoir été portés durant la Préhistoire. Homo sapiens — l'être humain anatomiquement moderne — aurait commencé à se vêtir il y a 170 000 ans, puisque la génétique fait remonter à cette époque les premiers poux de corps, liés au port d'habits,. Loin d'être vêtus des « peaux de bêtes » hirsutes dont l'imagerie traditionnelle les parait naguère, les hommes du Paléolithique supérieur « portaient des vêtements de cuir cousus et ajustés dans les régions froides, à l’instar de ceux des Amérindiens des Grandes Plaines ou des Inuits —  à l’exception notable au moins des Fuégiens, presque nus dans la froide Terre de Feu — , l’ethnographie montrant des populations très peu vêtues dans les régions plus chaudes ».
L’histoire du vêtement est indissociable de sa sociologie : étudier les conditions qui ont contribué à sa naissance ne peut être fait sans s’intéresser aux enjeux socioculturels du moment. Il convient ainsi de dissocier les simples habitacles originaux (généralement des peaux de bêtes) des premiers costumes qui leur succéderont, donnant progressivement naissance à la notion de mode. D’un rôle purement utilitaire – protéger le corps humain des intempéries et agressions extérieures, permettre de se mouvoir aisément – le vêtement évolue en s’adjoignant des fonctions immatérielles : orné, il devient parure. Le progrès technique et l’intensification des échanges commerciaux conduisent à une accélération de son rythme de transformation à compter du XIVe siècle. Activité originellement très locale, car dépendante des ressources naturelles d'un territoire, la fabrication des vêtements s'inscrit aujourd'hui au cœur de la mondialisation économique.
L'anthropologue Marcel Mauss répartit l'espèce humaine en deux grandes catégories selon le type de vêtement : l'humanité drapée qui appartient d'abord aux civilisations des pays chauds et l'humanité cousue qui domine dans les régions froides en ajustant au plus près du corps les vêtements par la couture afin de lutter contre le froid et faciliter l'équitation.
Dans son ouvrage Histoire illustrée du costume : Introduction visuelle, Jean-Noël Vigoureux-Loridon évoque cinq archétypes, qui constituent et ont constitué le vêtement jusqu'aujourd'hui. Le premier étant le "drapé", maintenu par un point d'appui que peuvent être les épaules, la poitrine, la taille, les hanches ou la tête. Le second, l'archétype "enfilé" ouvert à l'encolure, non cousu. Le troisième, "cousu fermé" (hauts par exemple), puis le "cousu ouvert" (vestes, manteaux...) pour finir avec l'archétype "fourreau" qui épouse plus ou moins étroitement le corps (pantalons...).
Parmi les pionniers d'un ordonnancement saisonnier du vêtement, il faut citer, Ziryab (789-857), qui fut considéré en Andalousie comme l'arbitre des élégances et du bon goût. Originaire de Bagdad, il vécut à Cordoue. Paul Balta, directeur honoraire du Centre d’études de l’Orient contemporain, explique : « C’est lui qui introduisit la mode saisonnière (étoffes légères de couleurs vives au printemps, vêtements blancs l’été, manteaux et toques de fourrure l’hiver), et créa un institut de beauté d’une étonnante modernité. ».

## Fonctions
Les fonctions des vêtements sont multiples. Si le linge de corps a une vocation originellement protectrice, il endosse aussi d’autres dimensions, notamment psychologiques, culturelles et sociales.

### Protection

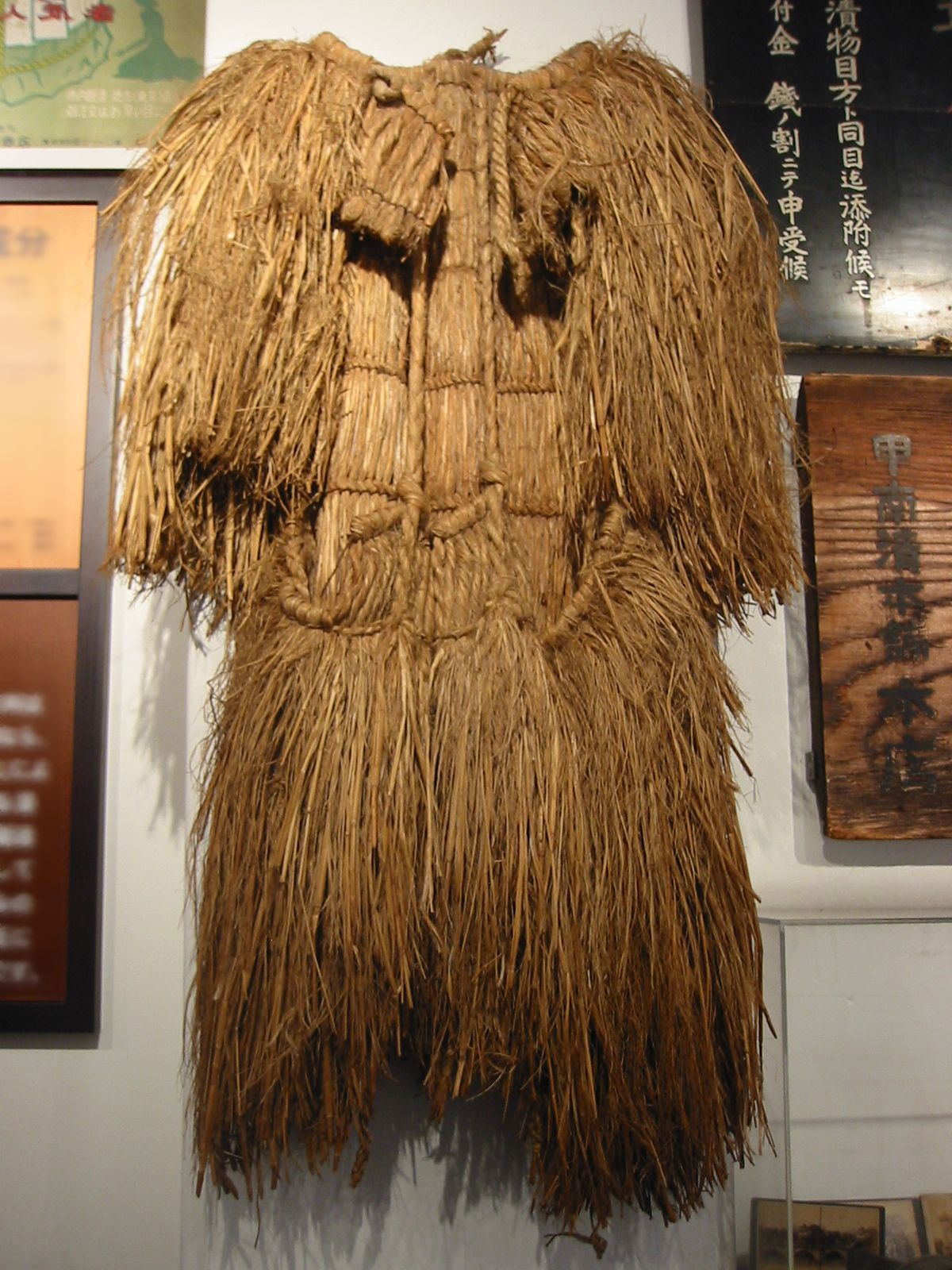
Ancien imperméable japonais.

Les vêtements ont longtemps joué un rôle de « barrière protectrice ». La première des protections à apporter concernait les intempéries. Cela est toujours le cas aujourd’hui, indépendant des changements survenus à travers les siècles :
- le froid : les tissus empêchent la circulation de l'air froid sur de la peau. Ils évitent donc l'apport d'air froid contre la peau et la fuite de l'air réchauffé par la peau. Par ailleurs, les fibres des tissus piègent de l'air et l'immobilisent. Or l'air immobile a une très mauvaise conductivité thermique (cet effet est notamment utilisé pour les doubles vitrages) ;
- le soleil et la chaleur : en arrêtant les rayonnements ultraviolets et infrarouges, les vêtements empêchent les brûlures (coup de soleil) ; lorsqu’ils sont de couleur claire, ils réfléchissent le rayonnement global et limitent la température ;
- les précipitations (pluie, neige) : certains tissus, dits « imperméables », empêchent l'eau de rencontrer la peau. L'eau est un bon caloporteur contrairement à l'air, utilisé de ce fait pour les circuits de chauffage central. L'eau froide ou la neige entraînent donc un refroidissement très important du corps.

Au-delà des intempéries, les vêtements ont toujours servi à protéger le corps d’éventuelles agressions extérieures. Ainsi, les médecins du XVIIe siècle utilisaient-ils des étoffes lorsqu’ils étaient amenés à soigner des pestiférés.
Au XXIe siècle encore, certains vêtements conservent un rôle spécifique de protection notamment contre les risques mécaniques et chimiques. Ce rôle est très important dans les vêtements professionnels qui constituent fréquemment des équipements de protection individuelle (EPI). C'est le cas des blouses, des bleus de travail, des casques, des tabliers, et, dans les cas extrêmes des armures (dont les gilets pare-balles). En contribuant à la propreté du corps, certains vêtements aident enfin à se protéger contre la saleté extérieure, la transpiration et les mauvaises odeurs. Marc-Alain Descamps résume idéalement cette dimension : « Les vêtements nous protègent des éléments (froid, chaleur, pluie, vent, soleil…), des écorchures, des morsures des animaux ou des piqûres d’insectes, des coups des hommes à la guerre ou dans le sport, etc. Mais il ne faut jamais exagérer l’aspect fonctionnel des vêtements. L’utilité dans ce domaine n’explique finalement que bien peu de  choses. Si l’on ne tenait compte que du froid, les peuples méditerranéens vivraient nus 10 mois sur 12. D’ailleurs, au lieu de nous protéger du froid, les vêtements affaiblissent notre résistance et nous font perdre notre thermorégulation naturelle. »

### Pudeur

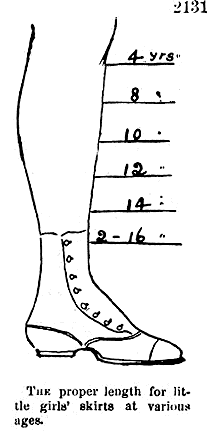
Les longueurs de jupes appropriées selon le Harper's Bazaar en 1868 : vers le milieu de l'époque victorienne, une jupe se portait aux genoux à quatre ans et pratiquement aux chevilles à seize.

Les vêtements jouent, dans un second temps, un rôle central en matière de pudeur. Ils visent en effet à cacher le corps, à le dissimuler en l'enveloppant de textiles afin de faire passer la communication verbale et la réflexion avant les instincts. La vue des caractères sexuels primaires et secondaires (organes génitaux, fesses, poitrine féminine ou encore poitrine virile) provoque en effet souvent un désir, une attirance ; masquer ces organes permet de voir chez l'autre un être social avant d'y voir un partenaire sexuel potentiel. C’est la raison pour laquelle les organes sexuels ne doivent pas être visibles dans de nombreuses cultures où il est mal vu de dévoiler son corps. La gestion des réactions humaines « primaires » s’en trouve dès lors facilitée : érection de la verge ou des tetons et chair de poule sont, par exemple, soustraites du regard. La relation entre le respect de la pudeur et le développement des vêtements demeure complexe et difficile à dater historiquement. Les cache-sexes d'ethnies vivant quasiment nues, comme les étuis péniens d'Océanie ou les pagnes — pourraient faire penser que la pudeur a précédé les vêtements. A contrario, on peut également s'interroger sur le fait de savoir si la pudeur ne résulterait pas plutôt du masquage du corps, rendant la vision de celui-ci inconvenante même lorsque le temps permettrait de le découvrir — voir par exemple l'arrêté municipal de Deauville de 1996 interdisant le torse nu en dehors de la plage, ou bien les témoignages de pratiquants du nudisme (l'émoi serait créé par le manque).
De nouveau, les travaux de Marc-Alain Descamps nous apportent une excellente synthèse de cet aspect : « En fait la sexualité est beaucoup plus importante pour rendre compte du vêtement, le premier et le dernier des vêtements étant toujours le cache-sexe. La pudeur a enclin les hommes (et encore plus les femmes) à cacher leurs organes de reproduction pour ne pas exciter des convoitises. Puis, par proximité des organes d’élimination, s’y est adjoint la honte. Aussi notre corps est-il coupé en deux : les parties nobles ou montrables et les "parties honteuses". Mais la pudeur n’est pas une réalité stable, car il n’y a rien de plus érotique que la pudeur. Aussi sa localisation varie selon les époques et les lieux. Le rôle des vêtements est finalement de cacher pour donner du prix en excitant le désir, et pouvoir après, dévoiler le caché dans un strip-tease sans fin. Ainsi on cache le décolleté par une modestie, que l’on fait ensuite en dentelles et l’on porte une minijupe mais en ayant bien soin de mettre dessous un collant qui cache ce que l’on vient de dévoiler. »

### Exhibition
Si les vêtements peuvent servir à cacher le corps, ils peuvent aussi jouer le rôle inverse : le mettre en valeur à des fins séductrices. En effet, nous pouvons difficilement corriger notre apparence physique alors que l’habillement, lui, est aisément modifiable. En jouant avec les vêtements que nous portons, nous pouvons facilement mettre en valeur nos atouts physiques… et faire en sorte que nos défauts soient le moins visibles possibles. Fusionnant avec l’enveloppe charnelle, certains vêtements peuvent ainsi avoir un rôle partiellement « mécanique » : corset, bustier, gaine, chemises à épaulettes… Ce phénomène n’est pas nouveau et, dès l'Antiquité, les femmes se bandaient les seins avec une étoffe afin de répondre aux critères esthétiques de l'époque. Certains vêtements sont expressément conçus pour orienter le regard vers les attributs sexuels, les valoriser ou pour simplement les laisser transparaître, les suggérer. On lira à ce sujet l'article sur les décolletés ou celui sur les vêtements moulants.
Une fois encore, Marc-Alain Descamps donne un parfait condensé de ce volet : « Finalement la parure rend mieux compte du vêtement. Son origine doit en effet se trouver dans le trophée de chasse (la peau d’ours, de loup ou du lion de Némée pour Hercule) que le chasseur garde sur son dos pour perpétuer le souvenir de sa victoire. À ce premier rôle d’intimidation se superpose celui d’exaltation générale du corps. Il s’agit toujours de magnifier le corps humain, de grandir avec des talons ou des chapeaux, d’élargir les épaules des hommes puis maintenant des femmes, de resserrer la taille pour bien séparer le haut noble du bas ignoble. Par là ce sont tous les fantasmes collectifs et l’inconscient d’un groupe qui vont s’inscrire dans le corps (l’œuf pour la "mama" méditerranéenne, la guêpe en 1900, l’araignée et l’échassier actuellement...). »

### Classe et signification sociales

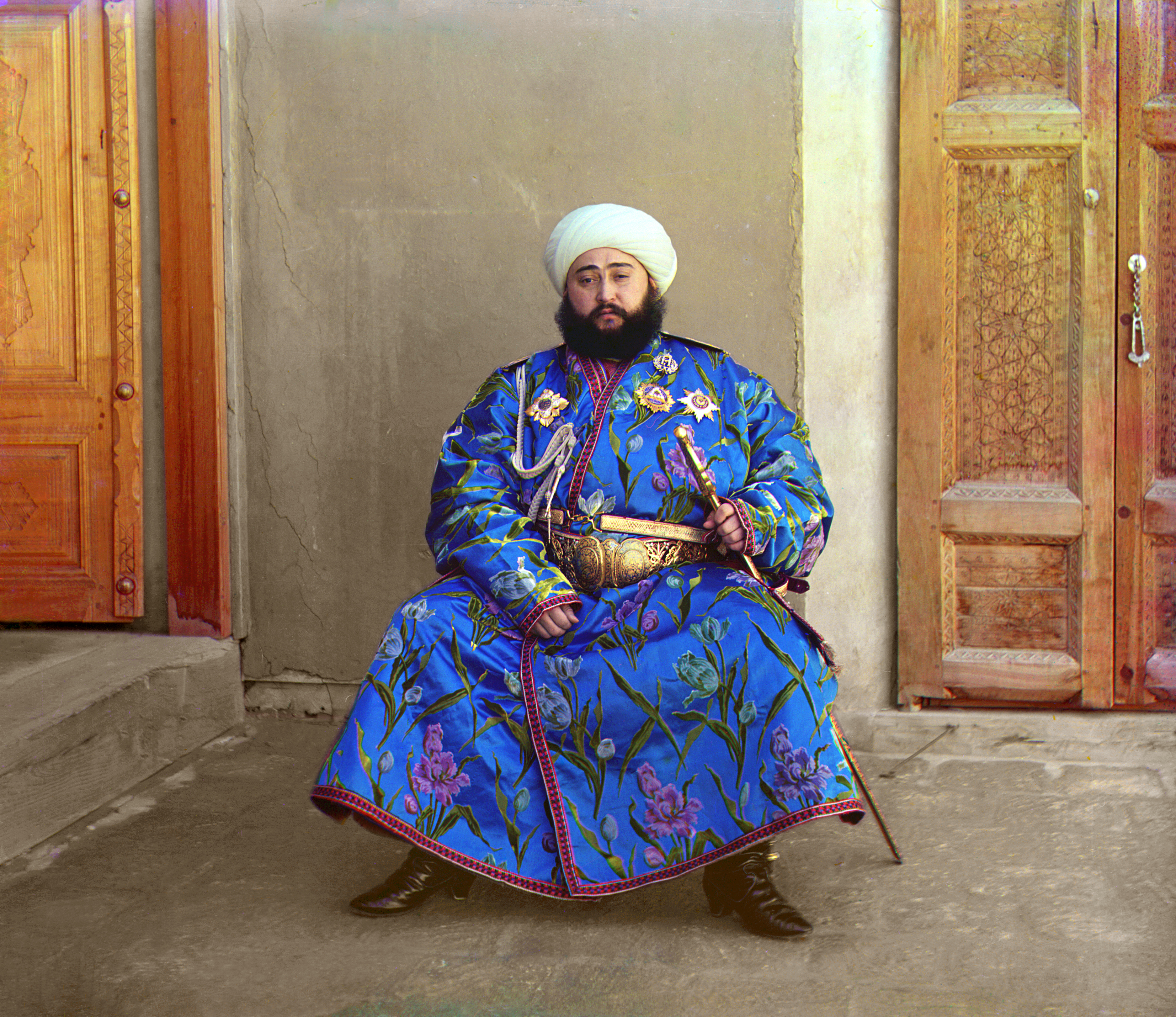
La robe d'Alim Khan est un message social.

Les vêtements sont visibles et porteurs de significations. Ils revêtent une dimension sémiotique : à la fois messages et porteurs de messages. Les vêtements sont souvent utilisés pour mettre en valeur celui ou celle qui les porte, ils sont parfois le signe de la classe sociale, de la fonction (uniforme de police, de sapeur-pompier, de l'armée).
Ils peuvent également constituer un facteur d'intégration dans un groupe. C'est notamment le cas chez les adolescents, très influencés par les phénomènes de mode et les marques commerciales. Certains vêtements professionnels sont dits à « haute visibilité » (couleur jaune ou orange fluorescent, bandes réfléchissantes) afin que les conducteurs d'engin sur les chantiers et de véhicules sur la route puissent mieux les voir, et donc éviter les accidents. A contrario, d'autres vêtements ont pour rôle le camouflage, en rendant difficilement visible la personne dans l'environnement, comme la tenue de combat des fantassins.
La forme et la couleur des vêtements sont fréquemment porteuses d'un symbole fort. Ainsi, en Europe, les femmes n'ont-elles longtemps porté que des robes et des jupes, c'est-à-dire des vêtements laissant symboliquement le « libre accès » à leur sexe.  D'ailleurs, l’ordonnance de la préfecture de police de Paris interdisant en 1800 aux femmes de s’habiller en homme (et l'ordonnance inverse promulguée en 1907 par Louis Lépine, interdisant aux hommes de se travestir en femme) n’a été abrogée qu'en février 2013. En Europe, le noir est la couleur du deuil et le blanc celle de la pureté, de la virginité, donc la couleur du mariage. En revanche, en Asie, le blanc est la couleur du deuil.
Dans la culture musulmane, il n'existe aucune différence entre la tenue liturgique et la tenue de la vie quotidienne. En islam, la vie religieuse et la vie profane sont beaucoup plus imbriquées l'une dans l'autre, on passe constamment de l'une à l'autre sans aucune transition autre que les ablutions. En effet, la fonction essentielle du vêtement de la vie quotidienne est de permettre et de faciliter l'accomplissement de la prière.

## Typologie

### Culture occidentale contemporaine
Pour la plupart des vêtements l'usage est de distinguer les hauts (Chemise, Chemisier, T-shirt, Gilet) et les bas (Jupe, Minijupe, Pantalon). Toutefois, certains vêtements se considèrent par ensemble : pour une tenue habillée : complets pour les hommes, tailleurs ou robes pour les femmes. Il existe d'autres ensembles comme les uniformes scolaires, les vêtements militaires (treillis ou uniforme), les vêtements de sport…
Enfin ne font pas partie des vêtements mais composent l'habillement : les chaussures et les accessoires de mode (écharpes, couvre-chef, bijoux, etc.). N'oublions pas non plus les sous-vêtements.

### Culture occidentale historique
| - Capuchon - Carmagnole - Casaquin - Charlotte - Collerette - Corset - Costume ecclésiastique - Crinoline - Esclavine - Ferrets | - Fraise - Hauts-de-chausses - Hennin - Houppelande - Jaquette - Jupon - Juste - Masque - Paramentique - Queue-de-pie - Redingote |

### Autres cultures
- Chine : Hanfu, Qipao
- Inde : sari, dhoti, longhi.
- Japon (voir aussi Catégorie:Vêtement japonais) : geta, hakama, keikogi, kimono, yukata.
- Viêt Nam : áo dài
- Corée : le costume traditionnel coréen est appelé hanbok[9]
- Afrique : Vêtement haoussa (Nigeria)

### Vêtements pour enfants
- Lange (voir couche-culotte)
- Turbulette

## Économie

### Répartition du prix
Selon une étude réalisée en 1997, un vêtement vendu 10 euros en magasin n'aura en fait, au maximum, coûté que 3 euros à fabriquer. Le coût se répartirait ainsi :
| Matières premières et fournitures | de 8 % à 14 %  |
| Main d'œuvre                      | de 5 % à 14 %  |
| Frais divers                      | de 2 % à 3 %   |
| Marge fabricant                   | de 15 % à 17 % |
| Marge magasin                     | de 55 % à 67 % |

Cela dépend également du nombre d'intermédiaires qui interviennent entre l'étape de fabrication et le client final. Ainsi certaines marques maîtrisent intégralement la chaîne de valeur de la fabrication (avec leurs propres usines) à la distribution (avec leurs propres magasins ou via internet).

### Économie et éthique
La plupart des produits textiles sont fabriqués dans le tiers-monde, et particulièrement en Asie. Certains matériaux utilisés sont parmi les plus polluants. La culture du coton, par exemple, utilise 28 % des pesticides mondiaux, alors qu’il ne représente pas plus de 2,5 % des terres cultivées. De plus, les conditions de travail et les salaires des ouvriers de base dans cette branche sont souvent parmi les plus déplorables, surtout au regard des profits importants réalisés par les intermédiaires et les marques. La mode a une responsabilité dans les principaux enjeux sociaux et environnementaux. En Europe et au Canada, des créateurs ont pris conscience de ces enjeux et proposent des créations plus respectueuses de l'homme et de l'environnement.

## Pratique

### Tailles
Les vêtements sont classés en fonction de leur taille. On distingue les tailles adultes des tailles enfants.

### Matière première
Les fibres utilisées pour la conception des vêtements sont de deux catégories : les fibres naturelles et les fibres synthétiques. Le coton est la fibre naturelle la plus utilisée dans l'industrie textile. Elle confère aux vêtements une isolation thermique et un pouvoir d'absorption de la transpiration. il existe d'autres fibres naturelles comme l'abaca, le chanvre, la fibre de coco, le jute, la laine, le lin, le sisal, la soie, le mohair, la ramie, etc.
L'utilisation de fibre naturelle comme le coton de manière industriel, c'est-à-dire l'utilisation de machine tissage automatique, demande qu'elle soit de bonne qualité. Dans le cas, d'une qualité amoindrie le recours à des fibres synthétiques est nécessaire. Ce qui a aussi pour conséquence de diminuer le coût de production.
Les fibres synthétiques se sont imposées sur le marché depuis les années 2000. L'une des principales fibres utilisées est le polyester autre que le coût, il confère de nouvelles propriétés au vêtement. Il est principalement utilisé dans les vêtements techniques. Les fibres synthétiques sont fabriquées à base de ressource non renouvelable et très difficile à recycler, libérant dans l'environnement de grandes quantités de micro-plastique.